# 1809 na literatura

## Nascimentos
| Data          | Nome            | Profissão                     | Nacionalidade  | Observações | Ref |
| ------------- | --------------- | ----------------------------- | -------------- | ----------- | --- |
| 4 de Janeiro  | Louis Braille   | inventou a escrita em Braille | França         | m. 1852     |     |
| 19 de Janeiro | Edgar Allan Poe | escritor                      | Estados Unidos | m. 1849     |     |
| 1 de Abril    | Nikolai Gogol   | escritor                      | Rússia         | m. 1852     |     |

## Mortes
| Data | Nome | Profissão | Nacionalidade | Observações | Ref |
| ---- | ---- | --------- | ------------- | ----------- | --- |